# 荒井賢太郎

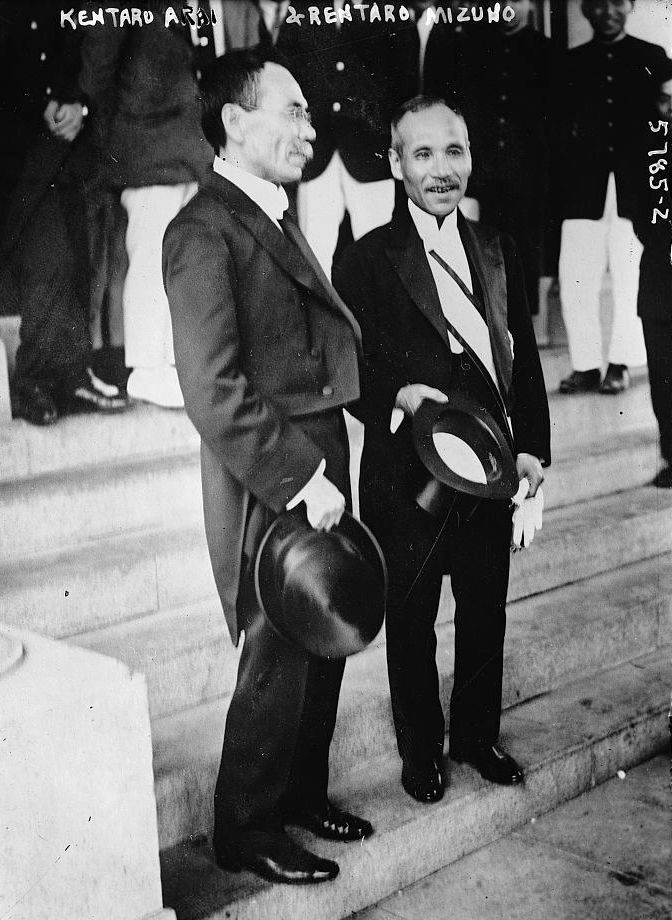
水野錬太郎（右）とともに

荒井 賢太郎（あらい けんたろう、文久3年10月15日（1863年11月25日） - 昭和13年（1938年）1月29日）は、日本の官僚・政治家。新潟県士族。
農商務大臣、枢密院副議長などの要職を歴任した。

## 経歴
新潟県出身。高田藩士荒井直静の子。新潟師範学校（現在の新潟大学教育学部）を卒業し、一時小学校で教鞭を取った後、上京。帝国大学法科大学（現在の東京大学法学部）でフランス法を修める。同期には、若槻礼次郎（後の内閣総理大臣）、安達峰一郎らがおり首席を競う。1892年に帝国大学を卒業した後、大蔵省に入省。大臣官房第二課に配属。主計局予算決算課長、主計局長などの要職を歴任した。大蔵省時代には、和仏法律学校（現在の法政大学）の講師も務めている。
1907年、韓国に渡り、統監府参与官となる。1910年に朝鮮総督府度支部長官に就任。1917年5月16日から1926年10月まで貴族院勅選議員を務めた。

1922年、加藤友三郎内閣に農商務大臣として初入閣。1926年、枢密顧問官となる。1936年、枢密院副議長に就任したが、1938年、在職中に没した。墓所は多磨霊園。

## 栄典
位階
- 1894年（明治27年）4月30日 - 従七位[6][7]
- 1896年（明治29年）5月30日 - 正七位[6][8]
- 1898年（明治31年）5月30日 - 従六位[6][9]
- 1900年（明治33年）12月25日 - 正六位[6][10]
- 1902年（明治35年）12月27日 - 従五位[6][11]
- 1905年（明治38年）1月31日 - 正五位[6][12]
- 1908年（明治41年）4月20日 - 従四位[6][13]
- 1913年（大正2年）5月30日 - 正四位[6][14]
- 1917年（大正6年）6月30日 - 従三位[6][15]
- 1928年（昭和3年）8月1日 - 正三位[6][16]
- 1933年（昭和8年）8月15日 - 従二位[6][17]
- 1938年（昭和13年）1月29日 - 正二位[6][18]

勲章等
- 1902年（明治35年）12月28日 - 勲六等単光旭日章[6][11]
- 1905年（明治38年）6月24日 - 勲五等瑞宝章[6]
- 1906年（明治39年）4月1日 - 勲二等旭日重光章[19]・明治三十七八年従軍記章[6]
- 1909年（明治42年）4月18日 - 皇太子渡韓記念章[6][20]
- 1911年（明治44年）6月13日 - 勲一等瑞宝章[6][21]
- 1912年（大正元年）8月1日 - 韓国併合記念章[6][22]
- 1915年（大正4年）11月10日 - 大礼記念章（大正）[6][23]
- 1918年（大正7年）11月4日 - 金杯一組[6]
- 1920年（大正9年）
  - 11月15日 - 金杯一個[6]
  - 12月23日 - 金杯一個[6]
- 1928年（昭和3年）
  - 1月20日 - 旭日大綬章[6][24]
  - 11月10日 - 大礼記念章（昭和）[6]
- 1931年（昭和6年）3月20日 - 帝都復興記念章[6][25]
- 1934年（昭和9年）4月29日 - 昭和六年乃至九年事変従軍記章・金杯一組[6]
- 1938年（昭和13年）1月29日 - 旭日桐花大綬章[6][18]

外国勲章佩用允許
- 1907年（明治40年）1月23日 - 大清帝国：二等第三双龍宝星[6]
- 1909年（明治42年）9月22日 - 大韓帝国：勲一等太極章[6]
- 1910年（明治43年）
  - 4月14日 - 大韓帝国：皇帝陛下南西巡幸記念章[6]
  - 8月28日 - 大韓帝国：李花大勲章[6][26]
- 1932年（昭和9年）3月1日 - 満州帝国：大満洲国建国功労章[6]

## 家族・親族

### 荒井家
- 長男：荒井静雄（元満州国宮内府次長）
  - 妻：鶴子（水町袈裟六の娘）
- 次男：荒井健雄（元鴻池組・運輸専務取締役）
  - 妻：喜美子（鴻池組創業者鴻池忠治郎の孫）
- 長女：フデ
  - 夫：倉富鈞（男爵、枢密院議長倉富勇三郎長男）
- 三女：須磨
  - 夫：山崎元幹(最後の満鉄総裁)
- 鈴木喜三郎 －政治家。立憲政友会第7代総裁。孫娘の義父。喜三郎の妻は鳩山和夫の長女。
- 岩垂亨 （万有製薬創業者で、妻は岩垂邦彦(日本電気創業者)の娘）は、孫娘の義父。